# Udi Hills
Die Udi Hills sind ein sich bei der Stadt Enugu im Südosten Nigerias erstreckendes Bergland. 1909 wurden hier die ersten Kohlelagerstätten Nigerias entdeckt. Auch wurde hier das erste Kohlebergwerk Nigerias eröffnet, jedoch 1917 geschlossen und durch die Iva Valley Mine ersetzt. Mehrere Nebenflüsse des Niger und des Benue entspringen in den Udi Hills, so die Flüsse Ekulu, Asata und Ogbete. Das Hügelland, auf dem u. a. die Dörfer Nkwe, Ezere, Awgunta und Newenta liegen, ist ein beliebtes touristisches Ziel.